# روبن شوت
روبن شوت (بالألمانية: Ruben Schott) (و. 1994  م) هو لاعب كرة طائرة ألماني، ولد في برلين، مركز لعبه هو ضارب خارجي ‏.

## روابط خارجية
- روبن شوت على موقع الاتحاد الأوروبي (الإنجليزية)
- روبن شوت على موقع عالم الكرة الطائرة (الإنجليزية)
- روبن شوت على موقع الدوري الألماني للكرة الطائرة (الألمانية)
- روبن شوت على موقع دوري الدرجة الأولى الإيطالي للكرة الطائرة - رجال (الإيطالية)